# Słowik (województwo świętokrzyskie)
Słowik – wieś w Polsce położona w województwie świętokrzyskim, w powiecie kieleckim, w gminie Nowiny.
W latach 1975–1998 miejscowość należała administracyjnie do województwa kieleckiego.
Miejscowość formalnie utworzono 1 stycznia 2013.
Jest to tylko część całej miejscowości, gdyż większość mieszkańców (ok. 500-600) zameldowanych jest w Słowiku należącym do miasta Kielce. Miejscowość leży w Górach Świętokrzyskich, pomiędzy pasmami Posłowickim i Zgórskim nad przełomem rzeki Bobrzy. Słowik w przeszłości wraz z Trzciankami i Sitkówką był miejscem wypoczynków mieszkańców Kielc.
Przez wieś oraz przez należącą do Kielc część Słowika przechodzi  niebieski szlak turystyczny z Chęcin do Łagowa.